# بيلي بار
بيلي بار (بالإنجليزية: Billy Barr)‏ هو مدرب كرة قدم ولاعب كرة قدم بريطاني، ولد في 21 يناير 1969 في هاليفاكس في المملكة المتحدة. لعب مع نادي كارلايل يونايتد ونادي كرو ألكساندرا ونادي هاليفاكس تاون ونادي ووركينغتون.

## وصلات خارجية
- بيلي بار على موقع قاعدة بيانات كرة القدم.إي يو (الإنجليزية)
- بيلي بار على موقع Soccerbase.com (لاعب) (الإنجليزية)